# HIP 13044
HIP 13044 — зірка, яка знаходиться в сузір'ї Піч на відстані близько 2286 світлових років від Сонця. Навколо зірки обертається, як мінімум, одна планета.

## Характеристики
HIP 13044 є унікальною зіркою - вона утворилася в сусідній галактиці, яка була поглинена Чумацьким Шляхом 6-9 мільярдів років тому. Науці відомо небагато зірок з цієї стародавньої галактики - вони утворюють групу, що має назву потік Хелмі, в яку входить і описувана зірка. HIP 13044 за розмірами перевершує наше Сонце в 6,7 раз. Її маса приблизно дорівнює 80% маси Сонця. Температура поверхні становить близько 6025 кельвінів. HIP 13044 підходить до передостанньої стадії зоряної еволюції - через деякий час вона перетвориться в червоний надгігант, після чого скине зовнішню оболонку, ставши повільно згасаючим білим карликом. Існуюча планетна система при цьому повністю зруйнується.

## Планетна система
У 2010 році групою астрономів з ЄКА було оголошено про відкриття планети HIP 13044 b в системі. Вона являє собою типовий Гарячий Юпітер - надзвичайно сильно нагрітий газовий гігант, який обертається близько до батьківської зірки. З огляду на походження батьківської зірки, можна стверджувати, що HIP 13044 b - дуже древня планета, що має вік не менше 9 мільярдів років.